# Född den fjärde juli
Född den fjärde juli är en självbiografi från 1976 skriven av Ron Kovic, en förlamad Vietnamkrigsveteran och senare krigsmotståndare, själv född den 4 juli 1946. Boken filmatiserades 1989 med Tom Cruise i huvudrollen.

## Handling
Patrioten Ron Kovic tar värvning i amerikanska marinkåren under Vietnamkriget men hans ideal krossas av krigets grymma verklighet. Kovic kommer hem med en krigsskada som gjort honom förlamad från bröstkorgen och nedåt, men väl hemma i USA blir välkomnandet inte som han trott. Folk är oerhört trötta på kriget och han möts allt som oftast av skällsord ute på gatorna. När till och med hans egen bror uttrycker sitt missnöje över kriget börjar även Ron tvivla och så småningom ifrågasätta kriget.